# 1492 Oppolzer
Az 1492 Oppolzer (ideiglenes jelöléssel 1938 FL) a Naprendszer kisbolygóövében található aszteroida. Yrjö Väisälä fedezte fel 1938. március 23-án, Turkuban.